# Antonio Urceo
Antonio Urceo genannt Codro (lat. Antonius Urceus; * 14. August 1446 in Rubiera; † 11. Februar 1500 in Bologna) war ein italienischer Humanist, dessen Familie aus Orzinuovi bei Brescia stammte.

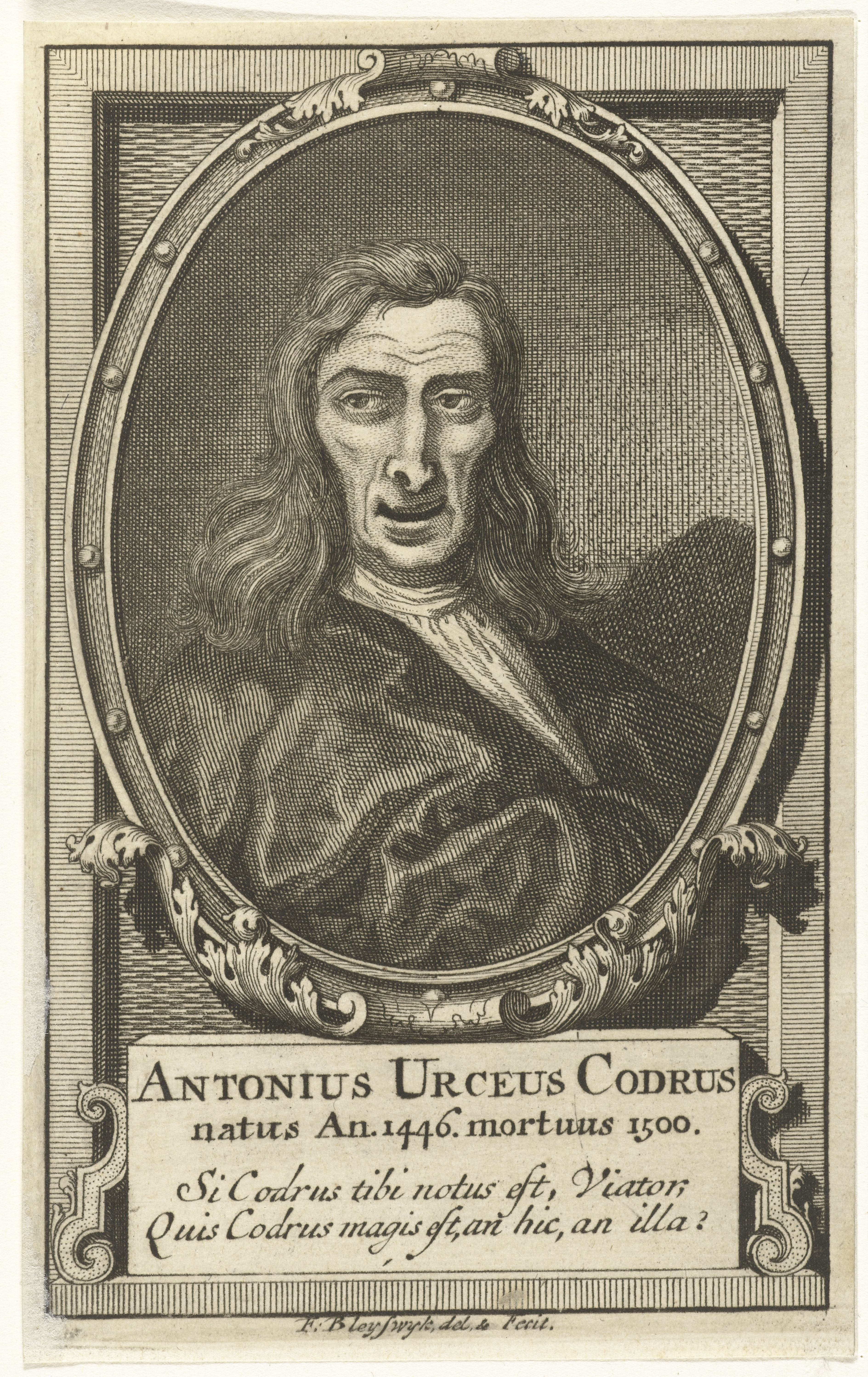
Antonio Urceo

## Leben
Antonio Urceo 1479 war er in Forlì Lehrer unter anderem der alteingesessenen Familie Ordelaffi, die ihm den Beinamen Codrus gab, nach Kodros, dem letzten König von Attika bzw. nach dem armen Poeten in Juvenals Dritter Satire. Von 1482 bis zu seinem Tode im Jahr 1500 lehrte er an der Universität Bologna die griechische Sprache. Dem Epikureer wurde vom venezianischen Buchdrucker und Verleger Aldus Manutius im Jahre 1499 eine Sammelausgabe von griechischen Episteln gewidmet, für den Gebrauch in der Lehre. Darin enthalten waren auch Werke des Theophylaktos Simokates, die von Nicolaus Copernicus ins Lateinische übersetzt und 1509 in Krakau von Johann Haller veröffentlicht wurde. Diese einzige selbständige Veröffentlichung des Astronomen, der ab 1496 in Bologna studierte, gilt als Indiz, dass er Griechisch bei Codrus erlernt hatte.